# アストゥリアス王の一覧

アストゥリアスの紋章

アストゥリアス王の一覧（アストゥリアスおうのいちらん）は、アストゥリアス王国歴代の君主（国王）の一覧。
オルドーニョ1世の統治中にアストゥリアス王国はレオン王国として知られるように発展していった。910年に王国は分割され、フルエラ2世がアストゥリアスを受け取った。その後の国王に関しては別項「レオン君主一覧」および英語版の「en:list of Galician monarchs」を参考のこと。

## 王の一覧
| 王              | 統治期間    | 綽名             | 別名              | 備考 |
| --------------- | ----------- | ---------------- | ----------------- | --- |
| ペラーヨ        | 718年–737年 |                  | Pelayo            | コバドンガの戦いを通じて王国の土台を築き、カンガス・デ・オニスを首都にする。                                                           |
| ファビラ        | 737年–739年 |                  | Favilac、Fafila   | |
| アルフォンソ1世 | 739年–757年 | カトリック王     |                   | アルフォンソ1世およびその子孫はアストゥリアス＝レオン王家 (es) と形づけられる。                                                        |
| フルエーラ1世   | 757年–768年 | 残酷王           | Froila            | |
| アウレリオ      | 768年–774年 |                  | Aurelio           | |
| シロ            | 774年–783年 |                  |                   | アルフォンソ1世の娘で自身の妻であるアドシンダを介して王位を継承。首都をプラビアに移転。                                                |
| マウレガート    | 783年–788年 | 簒奪王           | Mauregato         | アルフォンソ1世の庶子で王位を簒奪。 |
| ベルムード1世   | 788年–791年 | 助祭王、修道士王 | Veremund、Vermudo | 修道士に復帰 |
| アルフォンソ2世 | 791年–842年 | 純潔王           |                   | オビエドに首都を移転。 |
| ネポシアーノ    | 842年       |                  | Nepociano         | 王位を簒奪。ラミーロ1世と後継を争い、敗れる。                                                                                          |
| ラミーロ1世     | 842年–850年 |                  |                   | ネポシアーノを廃位。 |
| オルドーニョ1世 | 850年–866年 |                  |                   | |
| アルフォンソ3世 | 866年–910年 | 大王             |                   | 王国は3人の息子の間で分割され、ガルシア1世はレオンを 、オルドーニョ2世 はガリシアを、フルエーラ2世はアストゥリアスをそれぞれ相続した。 |
| フルエーラ2世   | 910年–925年 |                  | Froila            | 死後にアストゥリアスはレオン王アルフォンソ4世によって掌握され、他方、アルフォンソ・フロイラスは空しい王位請求を行った。                |